# مدیکلینیک
مدیکلینیک (انگلیسی: Mediclinic) شرکت مدیریت بیمارستان در آفریقای جنوبی است، که در سال ۱۹۸۳ تأسیس شد.